# Ketty La Torre
Concetta La Torre, detta Ketty (Monza, 25 dicembre 1972), è un'ex pattinatrice di short track italiana.

## Biografia
Nata a Monza nel 1972, nel 1991 ha vinto una medaglia di bronzo ai Mondiali di Sydney, nella staffetta 3000 metri, insieme a Maria Rosa Candido, Gabriella Monteduro e Cristina Sciolla.
A 19 anni ha partecipato ai Giochi olimpici di Albertville 1992, prima apparizione dello short track ad un'Olimpiade, nella staffetta 3000 metri insieme a Marinella Canclini, Maria Rosa Candido e Cristina Sciolla. Le azzurre sono state eliminate in semifinale con il 4º posto, con il tempo di 4'47"31.

## Palmarès

### Campionati mondiali
- 1 medaglia:
  - 1 bronzo (Staffetta 3000 metri a Sydney 1991)